# Луї Пуансо
Луї Пуансо (фр. Louis Poinsot; 3 січня 1777, Париж — 5 грудня 1859, там само) — французький математик і механік, член Французької академії наук (1813).
Закінчив у 1797 році Політехнічну школу (X1794), з 1809 року — професор у цій школі. У своїй науковій діяльності Пуансо широко використовував геометричні методи в дослідженні механічних проблем. Він побудував теорію обертання твердого тіла навколо нерухомої точки; запровадив поняття еліпсоїда інерції. Ряд праць Пуансо стосується правильних зірчастих багатогранників, які згодом дістали назву тіла Пуансо.